# Beth Ehlers
Beth Ehlers (* 23. Juli 1968 in Queens, New York) ist eine US-amerikanische Schauspielerin.

## Leben
Beth Ehlers lebte zunächst auf Long Island, zog dann mit ihrer Familie nach New York City, als sie neun Jahre alt war. Sie bekam Schauspielunterricht an der Satellite Academy, nebenher drehte sie Werbespots für Funk und Fernsehen. Ein Jahr lang besuchte Beth Ehlers die Syracuse University, brach ihr Studium jedoch ab, um sich wieder der Schauspielerei zu widmen.
Sie lieh ihre Stimme einigen Comic-Helden und schaffte endlich den Durchbruch beim Film. Sie stand an der Seite von David Bowie in Begierde und neben Jon Cryer in Inkognito. Es folgten Angebote für Serienrollen und schließlich Springfield Story. Mehrfach wurde Beth Ehlers für ihre Rolle der Harley Cooper mit den Emmy ausgezeichnet. Ab Mai 2008 spielt sie die Rolle von Taylor Thompson in der US-amerikanischen Serie All My Children auf dem US-amerikanischen Sender ABC.
Beth Ehlers war bis 2005 mit Matthew Christian verheiratet. Zusammen haben sie einen Sohn und eine Tochter.

## Filmografie (auswahl)
- 1981: Die Lady (Family Reunion, Fernsehfilm)
- 1981: CBS Children’s Mystery Theatre (Fernsehreihe, Folge 2x02 Mystery at Fire Island)
- 1983: The Wilder Summer (Fernsehfilm)
- 1983: Sie brauchen nichts als Hilfe (In Defense of Kids, Fernsehfilm)
- 1983: Begierde (The Hunger)
- 1984: Things Are Looking Up (Fernsehfilm)
- 1985: The Best Times (Fernsehserie, 6 Folgen)
- 1987: Inkognito (Hiding Out)
- 1987–2008: Springfield Story (The Guiding Light, Fernsehserie, 374 Folgen)
- 2001: Supertalk
- 2002: A Wedding Story: Josh and Reva (Fernsehfilm)
- 2004: Law & Order: New York (Law & Order: Special Victims Unit, Fernsehserie, Folge 5x16 Home)
- 2008–2009: All My Children (Fernsehserie, 104 Folgen)